# Villanueva de Oscos
Villanueva de Oscos (Vilanova d'Ozcos en asturien) est une commune (concejo aux Asturies) située dans la communauté autonome des Asturies en Espagne. Elle est limitée au nord par Vegadeo et Castropol, au sud par San Martín de Oscos et Santa Eulalia de Oscos, à l'est par Illano et San Martín et à l'ouest par Taramundi.
C'est l'une des communes où l'on parle l'éonavien (ou galicien-asturien).

## Géographie
Au point de vue géologique, et de la même manière que le reste de la région, le sol de la commune appartient presque entièrement au Silurien et au Cambrien, avec une abondance d'ardoises, généralement argileuses avec des variétés et des transitions siliceuses et chloriteuses. La présence de calcaire est très insignifiante, une petite partie se trouvant dans la zone de Salgueiras.
Sa géologie et l'érosion exercée sur le terrain par les agents atmosphériques et le réseau fluvial forment un relief à orientation nord-sud dominante, majoritairement de formes douces, interrompues par des crêtes de quartzite. La commune de Villanueva a des altitudes supérieures à 800 mètres sur plus de la moitié de sa superficie. Les hauteurs les plus prononcées se trouvent dans sa partie nord, le Pico el Filso dans la Sierra de la Bobia, à la frontière avec Castropol, étant celui avec l'altitude la plus élevée, à 1 197 mètres. À son extrémité nord-ouest, la chaîne de montagnes Ouroso divise les territoires de Villanueva et Taramundi.

## Paroisses
La commune de Villanueva de Oscos est formée de 4 paroisses civiles :
- San José de Gestoso
- Martul
- San Cristóbal
- Villanueva

## Histoire
Les premiers vestiges découverts qui démontrent la présence humaine dans la commune appartiennent au Néolithique. De la période des castros, Villanueva offre divers échantillons de villages uniques, en soulignant ceux situés à La Pena del Castro à Morlongo et El Castelo à Villanueva. L'étape de la colonisation romaine est également perceptible sur tout le territoire.
En 1137, l'histoire de Villanueva prend un chemin différent de celui de San Martín et Santa Eulalia, avec l'établissement de l'ordre bénédictin dans la région d'As Tremoras grâce à la donation faite en sa faveur par le roi Alphonse VII de León, par lequel il céda tout le territoire de la commune aux moines. En 1162, l'ordre cistercien arriva au monastère, l'agrémentant du travail agricole, auquel s'ajouta le travail du fer dans les forges artisanales dès le XVIIe siècle. En 1182, le monarque Fernando II de León accorda un privilège à la réserve à travers laquelle toute la juridiction devait appartenir au monastère, ses habitants devant remplir leurs dettes et devoirs envers l'abbé, sans qu'il y ait aucune interférence réelle.
Le pouvoir exercé par les moines pendant des siècles commença à diminuer en 1721 et se confirma en 1827, date à laquelle le monastère a cessé d'avoir juridiction sur l'ensemble de la zone, atteignant ainsi la condition municipale souhaitée. Une fois tout pouvoir perdu, les moines furent expulsés en 1836, en raison de la confiscation de Mendizábal, et tous les biens du monastère furent mis en vente.
Les temps actuels témoignent d'une situation incertaine créée par le dépeuplement continu de la région, même si l'on s'attend à ce que la situation commence à s'inverser, compte tenu des conditions naturelles qu'offre Villanueva.

## Patrimoine
Le principal édifice religieux de la commune est l'ancien monastère de Santa María de Villanueva, déclaré monument historique et artistique. Il a été fondé au XIIe siècle par l'ordre bénédictin grâce à une donation d'Alphonse VII de León et de son épouse Bérengère, et a longtemps été gouvernée par des cisterciens. L'église paroissiale est l'édifice le plus ancien, de style roman, avec trois absides couvertes d'une voûte en demi-berceau. Les autres édifices religieux répartis dans toute la commune sont ceux de San Cristóbal, San Juan et l'ermitage de Regodeseves.
Concernant l'architecture civile et populaire, on trouve dans toutes les villes de Villanueva des bâtiments très bien intégrés dans le paysage, avec une utilisation prédominante des matériaux présents dans son sol comme l'ardoise, le quartzite et le bois, tant pour les habitations principales que pour les annexes liées à l'agriculture. Ainsi, au sein de cette dernière, il convient de souligner les hórreo situés à Morlongo, qui présentent une couverture entièrement végétale, et les cortines de San Cristóbal, qui étaient des enclos murés à l'intérieur desquels étaient placées des ruches pour les protéger des attaques d'animaux.
De la même manière, il faut souligner la présence de divers champs de tumulus trouvés dans la Sierra de Pumarín, ainsi que les castros (collines fortifiées) de La Pena del Castro et El Castelo, directement liées aux travaux miniers réalisés par l'invasion romaine pendant leur colonisation du territoire.

## Galerie

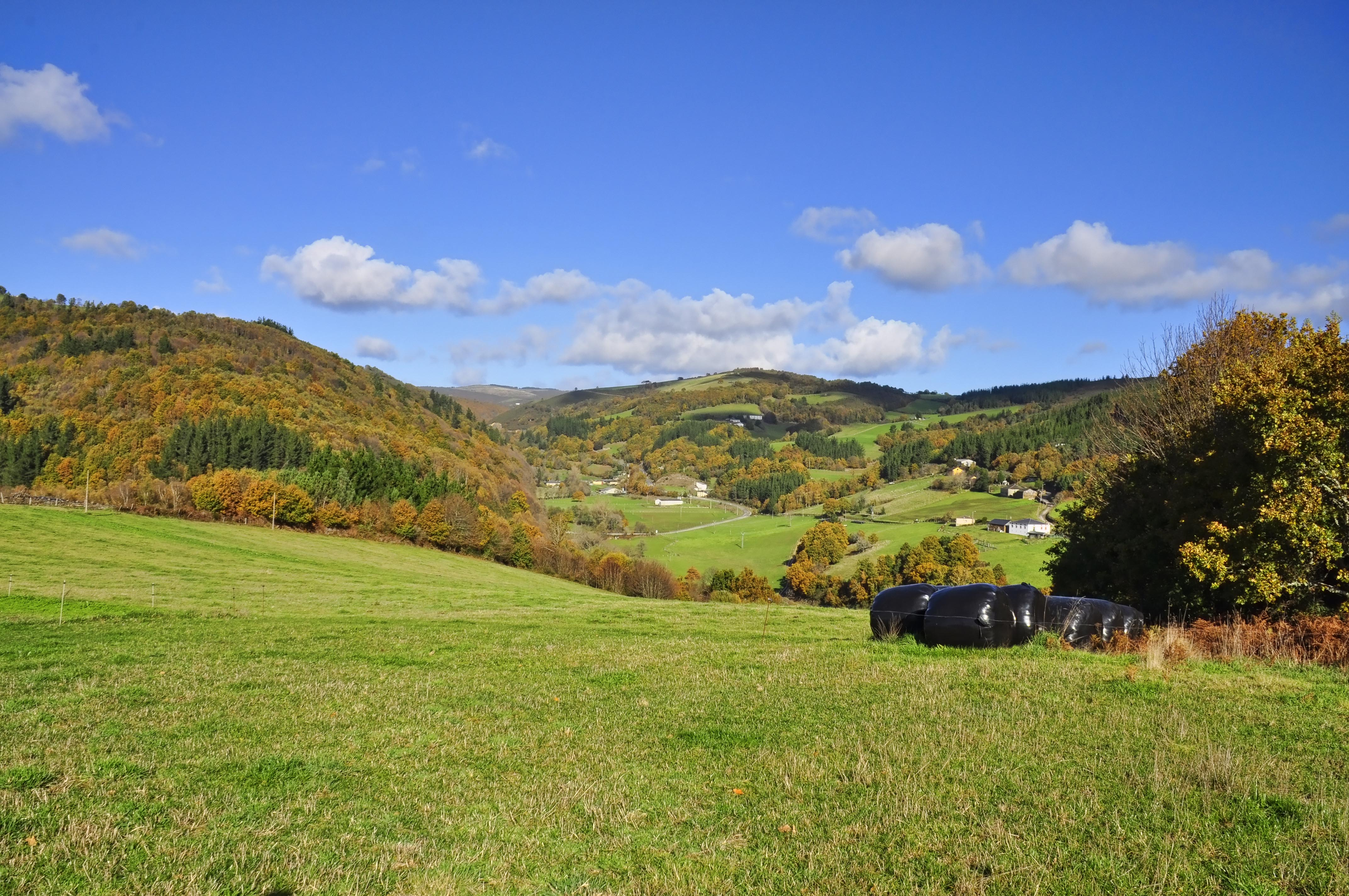
Paysage de Villanueva de Oscos.
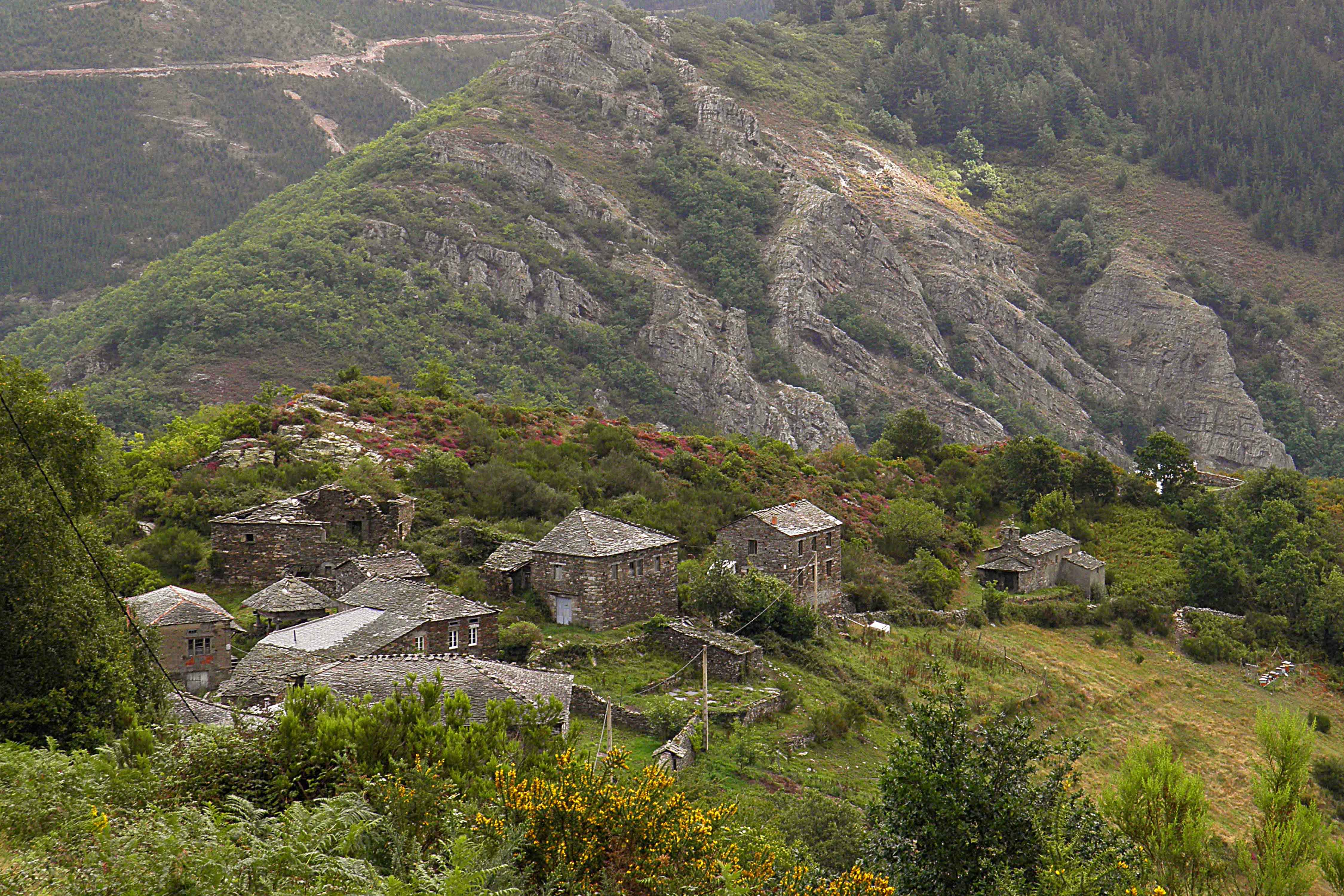
San Cristóbal.
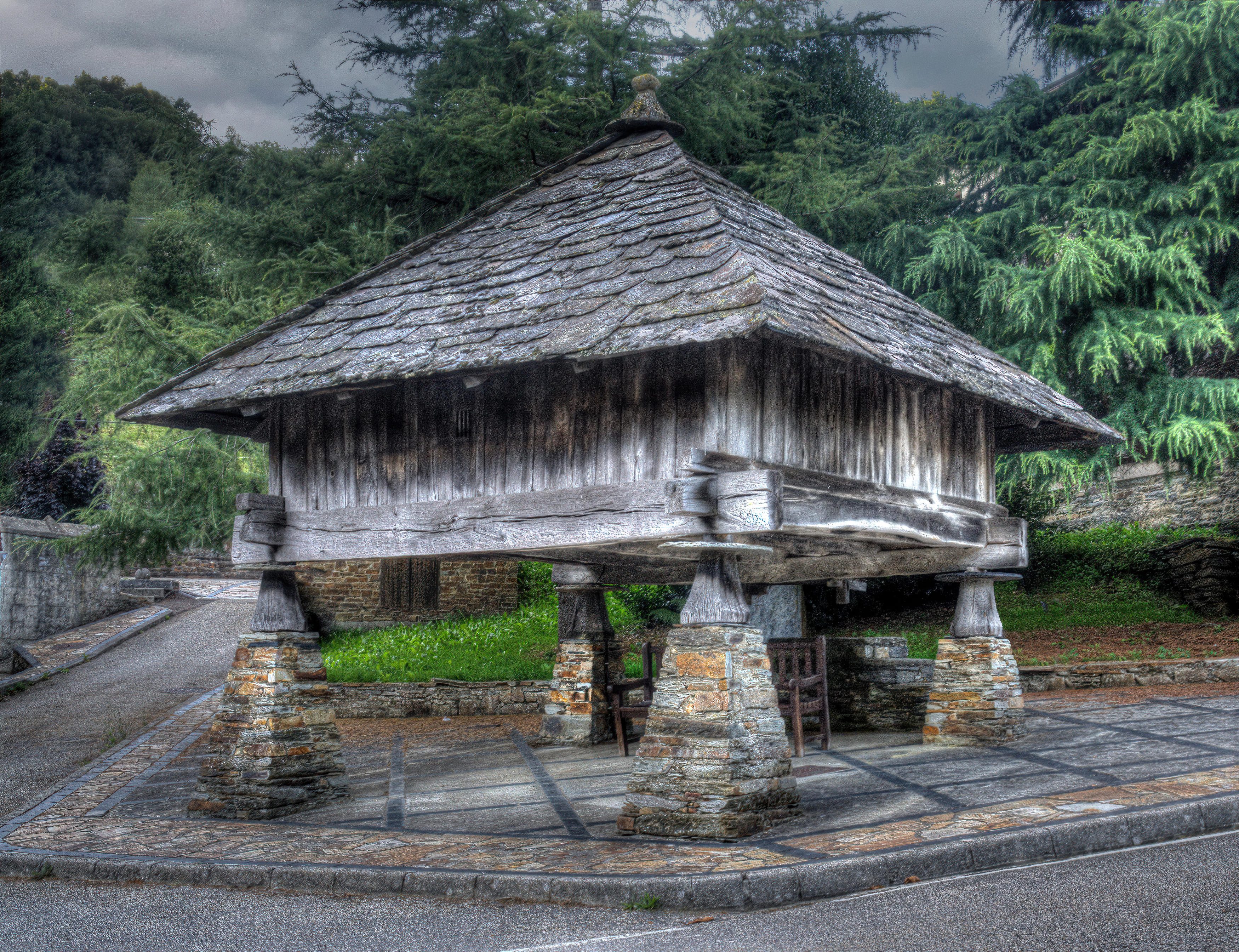
Hórreo à Villanueva de Oscos.
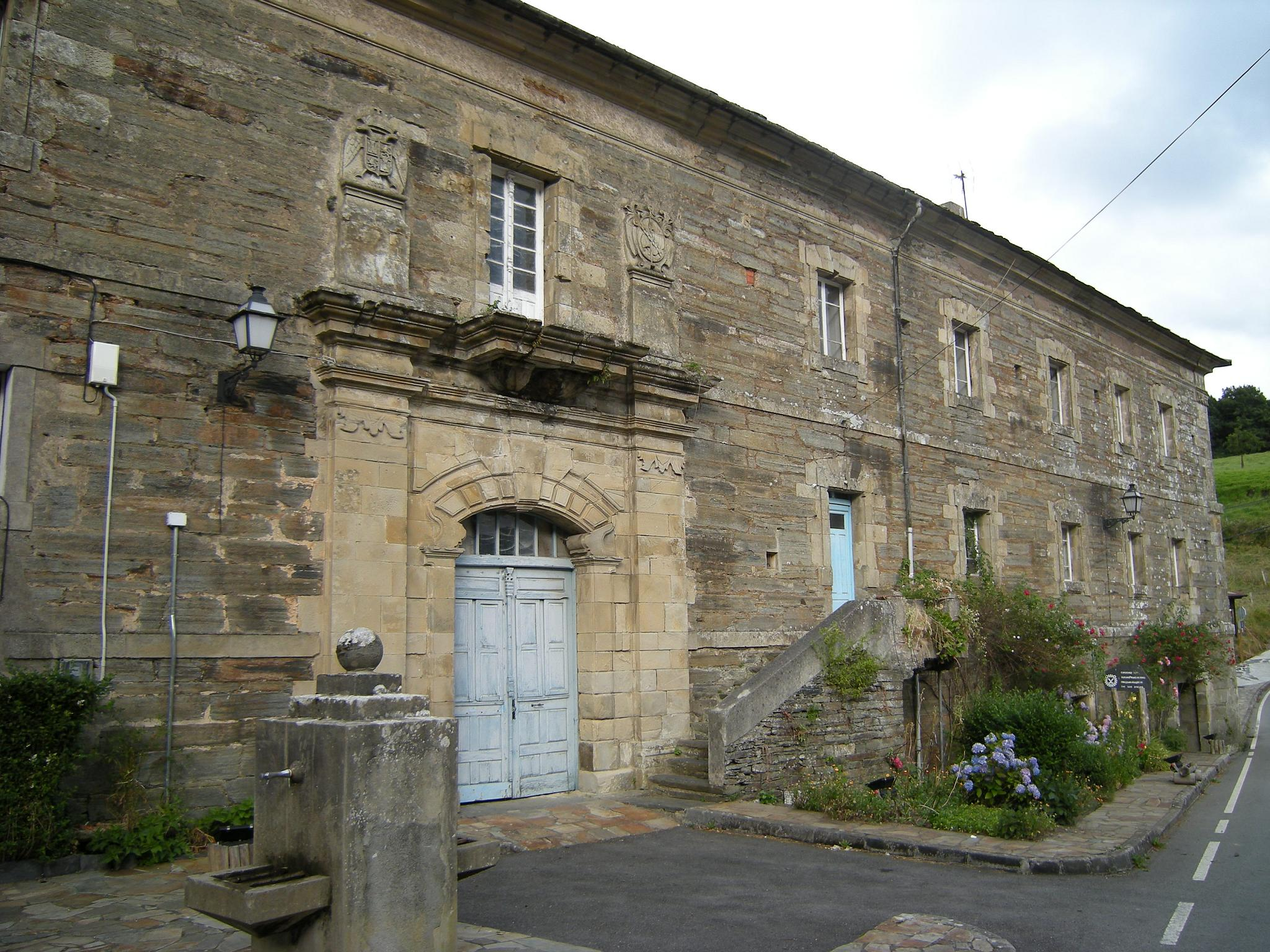
Monastère de Santa María de Villanueva de Oscos.
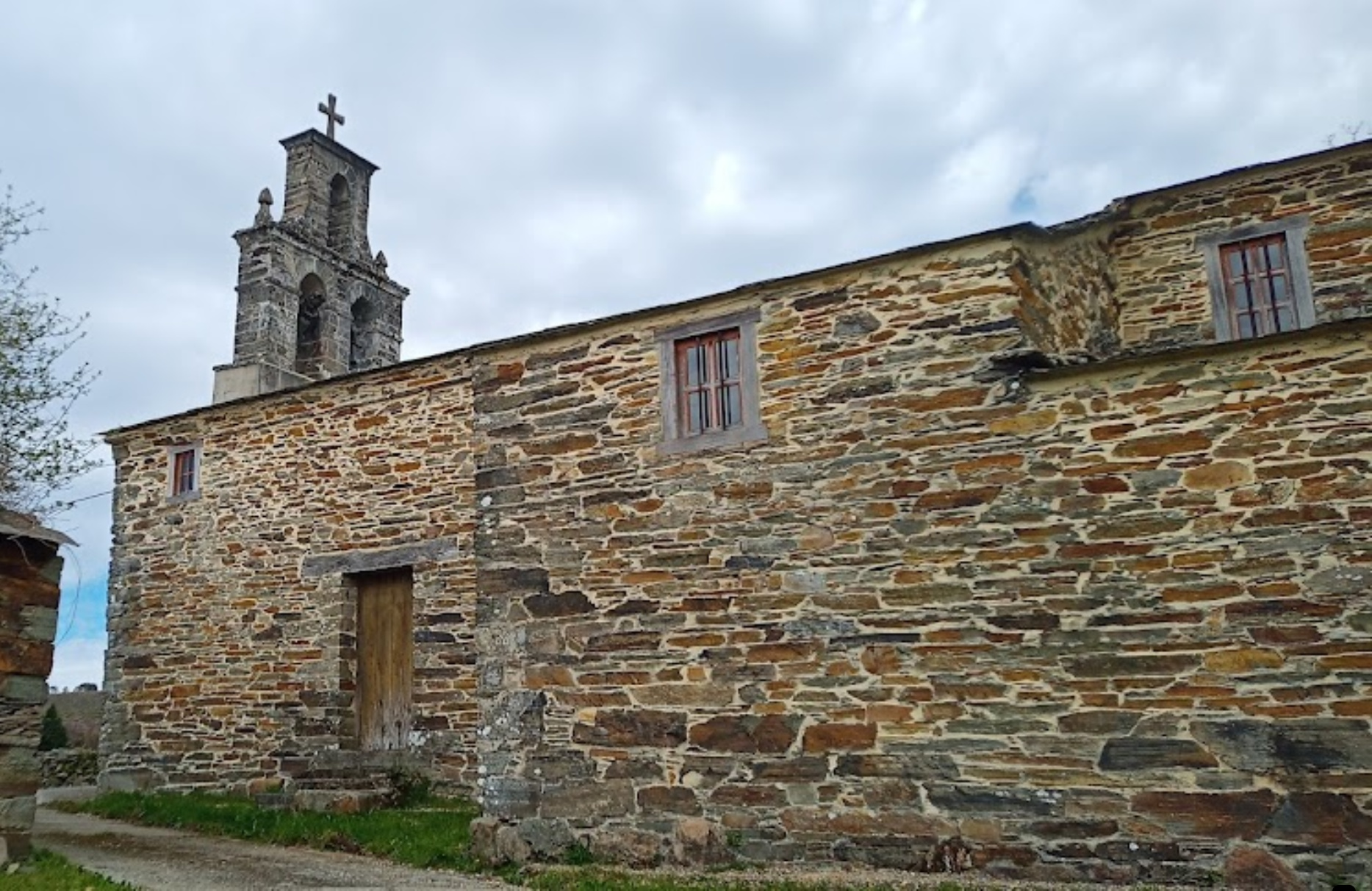
Église paroissiale de San José Gestoso.